# Ambystoma texanum
Ambystoma texanum é uma espécie de anfíbio caudado pertencente à família Ambystomatidae.
Pode ser encontrada no Canadá e nos Estados Unidos.

## Sinonímia
- Salamandra texana Matthes, 1855
- Amblystoma microstomum Cope, 1861
- Chondrotus microstomus Cope, 1887
- Ambystoma schmidti Taylor, 1939
- Linguaelapsus schmidti Freytag, 1959
- Linguaelapsus texanus Freytag, 1959
- Ambystoma nothagenes Kraus, 1985